# Plectreurys arida
Espèce
Plectreurys arida est une espèce d'araignées aranéomorphes de la famille des Plectreuridae.

## Distribution
Cette espèce est endémique de Basse-Californie du Sud au Mexique,. Elle se rencontre sur les îles Ballena, San Diego, Espíritu Santo, San Marcos et Monserrat.

## Description
La femelle holotype mesure 10,6 mm.

## Publication originale
- Gertsch, 1958 : The spider family Plectreuridae. American Museum Novitates, no 1920, p. 1-53 (texte intégral).